# Liahona
Liahona is de naam van een zogenaamd kompas in het Boek van Mormon 1 Nephi 1.
De teksten spreken echter over een massieve koperen bal met twee instel-assen, die met een nieuw schrift beschreven zijn en die naargelang van geloof en kennis en plaats ingesteld werden, waarna er een geschreven aanduiding van de te volgen richting uitkwam.
Een tijdschrift van de Kerk van Jezus Christus van de Heiligen der Laatste Dagen is vernoemd naar dit voorwerp.